# Тульчинська єпархія УПЦ (МП)
Тульчинська і Брацлавська єпархія — єпархія УПЦ московського патріархату, яка об'єднує парафії й монастирі на території Бершадського, Гайсинського, Іллінецького, Липовецького, Немирівського, Оратівського, Погребищенського, Теплицького, Тростянецького, Тульчинського, Тиврівського й Чечельницького районів Вінницької області.
Кафедральне місто — Тульчин. Кафедральний собор — Різдвяний (Тульчин).

## Історія
Не раніше 1921 року було створене Тульчинське вікаріатство Кам'янець-Подільської єпархії, яке перестало існувати вже у 1922 році у зв'язку з переходом єпископа Фотія (Маньковського) в обновленство.
Утворена в 1994 році рішенням Священного синоду УПЦ (МП).
В єпархії 12 благочинних округ за кількістю районів області, які входять до складу єпархії.
5 січня 2013 Крижопільський, Піщанський, Ямпільський райони на південному заході єпархії були передані до складу новоствореної Могилів-Подільської кафедри, а Козятинський на північному сході — Вінницькій.

## Єпископи
Тульчинське вікаріатство Кам'янець-Подільської єпархії
- Фотій (Маньковський)[ru] (1921—1922)

Тульчинська і Брацлавська єпархія
- Інокентій (Шестопаль) (5 жовтня 1994 — 30 березня 1999)
- Іполит (Хилько) (30 березня 1999 — 22 листопада 2006)
- Іонафан (Єлецьких) (22 листопада 2006- 23 жовтня 2024)
- Сергій (Аніцой) (з 23 жовтня 2024)

## Єпархіальні відділи
- релігійної освіти
- місіонерства і катехизації
- інформаційно-видавничий
- благодійного і соціального служіння
- взаємодії зі збройними силами
- спортивно-патріотичної роботи з молоддю
- тюремного служіння
- сім'ї та шлюбу
- лікарняного піклування, церковно-канонічної дисципліни